# Brihuega
Brihuega – gmina w Hiszpanii, w prowincji Guadalajara, w Kastylii-La Mancha, o powierzchni 296,41 km². W 2011 roku gmina liczyła 2798 mieszkańców.

## Historia
Miejsce bitwy pod Brihuegą (1710) podczas wojny o sukcesję hiszpańską. Również miejsce walk 18 marca 1937 z udziałem batalionu „dąbrowszczaków” podczas hiszpańskiej wojny domowej